# 小沢コージ
小沢 コージ（おざわ こーじ）は、日本の自動車評論家である。「バラエティ自動車評論家」と自称し、独特の物言いで自動車雑誌を初めとする雑誌やウェブサイトに自動車関連の記事を寄稿している。

## 人物
神奈川県横浜市出身。1989年（平成元年）に青山学院大学を卒業、本田技研工業に就職するも、半年で退社した。
1990年（平成2年）春、出版社・二玄社に就職。約3年間に渡って自動車雑誌「NAVI」の編集に携わった。1993年（平成5年）、同社を退社しフリーとなる。
一時、テレビのバラエティー番組「恋のから騒ぎ」（日本テレビ）に出演歴のあるタレント・眞野夏帆（旧名:塩村文夏）を弟子としていた。現在は別に何名かのライター、アシスタントを抱えている。

### 自動車評論
小沢による記事にはマニアを軽んずるような内容のものも目立ち、それに嫌悪感を抱く読者も少なくない。「ポルシェで女が釣れる！」「○○は精神病だった！」 などの記載をしたことがある。またSMAPの流行歌「世界に一つだけの花」について、「ナンバーワンじゃなくてもいい、誰だってオンリーワン」の部分について、「クサくて優しいお友達ソング」と曲解したあげく「こんな曲が流行るから日本がダメになるんだ」などと批判するような自動車評論から逸脱した記事を書くことも多い。文末には「!?」を多用する。
最も長い連載として、『ベストカー』の『愛のクルマバカ列伝』がある。また、小沢は日本カー・オブ・ザ・イヤー選考委員（2009-2010等）であり、世界・カー・オブ・ザ・イヤー日本代表審査員のひとりでもある。

### 私生活
自身が所有する自動車は、ポルシェやロールスロイス、スバルの軽自動車などバラエティに富んでいる。

## 出演番組

### レギュラー出演
- 『アンダーステア』（TOKYO MX、E!TV枠内）
- 『週刊自動車批評』（TBSラジオ、2016年10月3日 - 2017年3月25日、皆川玲奈アナと共演）
- 『週刊自動車批評 小沢コージのCARグルメ』（TBSラジオ、2017年4月3日 - 、皆川玲奈アナと共演[3]）

### ゲスト出演
- 『ワールドビジネスサテライト』（テレビ東京）
- 『バツラジ』（TBSラジオ）
- 『新車ファイル クルマのツボ』（テレビ神奈川（tvk））